# Pastinaca macrocarpa
Pastinaca macrocarpa är en flockblommig växtart som beskrevs av Calest. Pastinaca macrocarpa ingår i släktet palsternackor, och familjen flockblommiga växter. Inga underarter finns listade i Catalogue of Life.